# Aurora kinasi

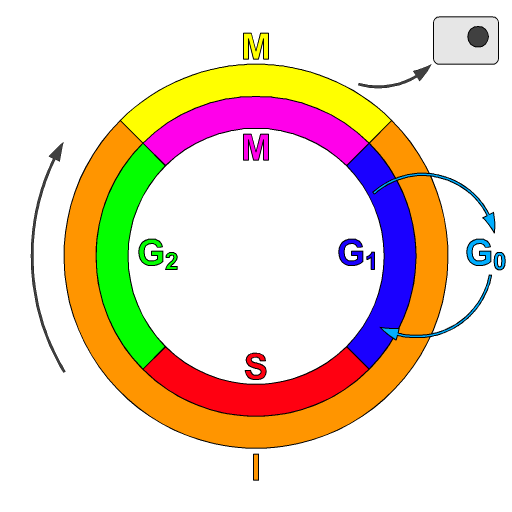
Rappresentazione schematica del ciclo cellulare

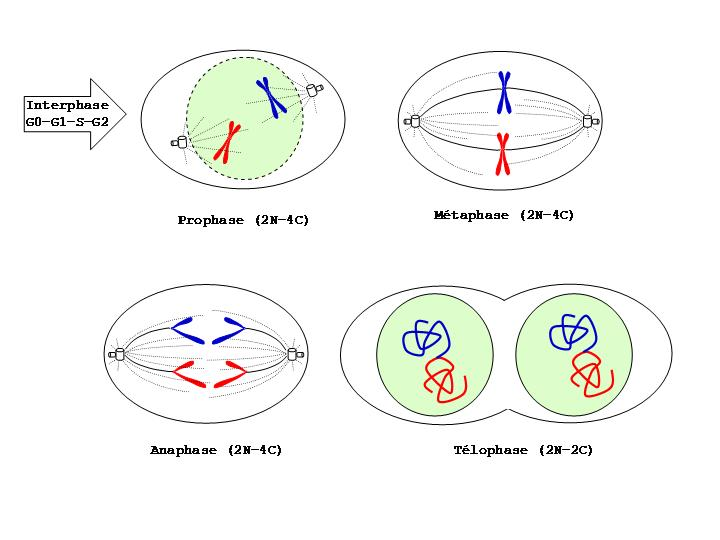
Mitosi

Le chinasi Aurora (serina/treonina kinasi o Aurora/Ipl1p-related kinase (AIRK)) sono delle chinasi della serina e treonina.
Esse sono essenziali per la duplicazione delle cellule, infatti l'enzima aiuta la separazione di materiali genetici cellulari per produrre le cellule figlie. Le chinasi Aurora giocano un ruolo critico nella divisione cellulare controllando la segregazione cromatidica. Le alterazioni di questa segregazione per instabilità genetica sono una condizione che è altamente associata con lo sviluppo di tumori (tumorigenesi).
Sono tre le chinasi che hanno creato un notevole interesse per la ricerca sul cancro poiché i loro profili di espressione sono elevati in molti tumori umani.
Inoltre, i polimorfismi del gene della aurora chinasi sono associati ad un aumento del rischio o ad esordio precoce del cancro.
Sono chiamati enzimi Aurora perché i fusi mitotici sparsi, presenti nelle forme mutanti, somigliano all'Aurora boreale.

## Varianti
Sono note, nelle cellule dei mammiferi, tre varianti dell'enzima aurora kinasi esse sono:
- Aurora A (aka, Aurora 2) necessaria per il corretto funzionamento del centrosoma.
- Aurora B (aka, Aurora 1) necessaria per legare il fuso mitotico ai centrosomi (spindle).
- Aurora C (AURKC) non si conosce il meccanismo biologico, manca negli organismi più semplici, come le rane, i moscerini della frutta e i nematodi.[2]

## Inibitori
Sono in studio alcuni inibitori delle proteine kinasi aurora, essendo ritenute queste molecole potenziali farmaci antitumorali, infatti, questi gli enzimi aurora kinasi sono iperespressi in forme di tumore del colon, alcune leucemie e nel tumore della prostata e del tumore della mammella.
I dati clinici preliminari degli studi di fase I condotti sono coerenti con gli effetti citostatici, con la stabilizzazione della malattia e con una migliore risposta nei tumori solidi.
Va precisato però che nessun inibitore delle aurora chinasi è un farmaco approvato per l'uso sull'uomo al marzo 2016.
Sono in una fase iniziale di sperimentazione sull'uomo (fase I e II) i seguenti farmaci attivi sulle tre isoforme dell'enzima:
- Aurora A 
  - MLN8054,
  - MLN8237,
  - MK-5108,
  - MK-8745,
  - Genentech Aurora Inhibitor 1
- Aurora B 
  - Hesperadin,
  - ZM447439,
  - AZD1152-HQPA,
  - GSK1070916
- Aurora A/B 
  - VX-680.

Anche il curcumin è studiato su modelli in vitro come inibitore delle aurora kinasi. Infatti, la curcumina induce un aumento della chemiosensibilità quando associata a cisplatino, vinorelbina o everolimus che si accompagna con aumenti significativi (effetto additivo o sinergico) dell'apoptosi e dell'arresto del ciclo cellulare nelle fasi S e G2 / M, ciò come conseguenza dell'inibizione Aurora-A kinasi.
Producendo in tutte le linee cellulari in cui è stata studiata anomalie del fuso mitotico.